# 삼일고등학교 (경기)
삼일고등학교(三一高等學校)는 대한민국 경기도 수원시 팔달구 매향동에 있는 사립 고등학교이다.

## 학교 연혁
- 1903년 5월 7일 : 	이하영 선생 '삼일학당(삼일학당)' 으로 명명
- 1931년 4월 1일 : 제1대 김병호 교장 취임
- 1946년 12월 12일 : 수원 삼일중학교로 승격 인가
- 1955년 3월 7일 : 수원 삼일상업고등학교 설치 인가
- 1957년 3월 18일 : 삼일상업고등학교 야간부 설치 인가
- 1966년 5월 4일 : 김광우 목사 학교법인 삼일학원 이사장에 취임
- 1973년 11월 20일 : 삼일실업고등학교로 교명 개칭
- 1978년 3월 15일 : 산업체 특별학급 상업과 설치 인가
- 1987년 5월 7일 : 실내 체육관 준공
- 1988년 1월 16일 : 삼일상업고등학교 · 삼일공업고등학교 분리 인가
- 1996년 6월 24일 : 에스더관 준공 (16교실, 523평)
- 1997년 7월 14일 : 교육정보관 준공 (274평)
- 1998년 12월 19일 : 승리관(농구부 숙소) 준공(60평)
- 2004년 2월 23일 : 필동관 준공 (교실 20개)
- 2008년 9월 1일 : ERP비즈니스 특성화전문계고 지정 ERP경영정보과(4학급), 비즈니스마케팅과(4학급), 웹비즈니스과(4학급) 설치 인가
- 2012년 4월 25일 : 강당 리모델링
- 2017년 3월 1일 : 제14대 김재철 교장 취임
- 2017년 12월 28일 : 고교학점제 선도학교 선정
- 2018년 12월 28일 : 고교학점제 연구학교 선정
- 2019년 7월 4일 : ERP스마트경영과(4학급), 플랫폼비즈니스경영과(4학급) 학과 개편 승인
- 2020년 7월 7일 : IT메이커스경영과(2학급) 학과 개편 승인
- 2022년 2월 20일 : 제10대 유철환 이사장 취임
- 2023년 3월 6일 : 삼일고등학교 교명선포식
- 2024년 1월 5일 : 제67회 졸업식(졸업생 269명, 누계 29,639명)
- 2024년 3월 4일 : 제70회 입학식

## 설치 학과
- IT메이커스경영과
- 외식경영과
- ERP스마트경영과
- 플랫폼비즈니스경영과

## 참고 자료
- 삼일고등학교 - 한국교육학술정보원 학교알리미